# Jean-Marie Moeglin

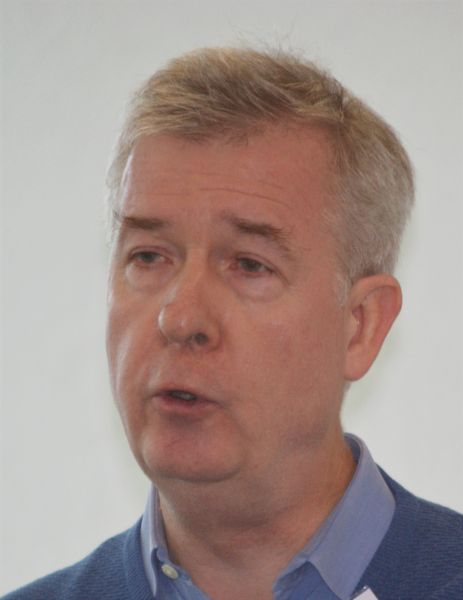
Jean-Marie Moeglin, aufgenommen 2016 von Werner Maleczek.

Jean-Marie Moeglin (* 16. April 1955 in Lille) ist ein französischer Historiker.

## Leben und Wirken
Jean-Marie Moeglin absolvierte von 1972 bis 1975 ein Studium der Geisteswissenschaften. Von 1975 bis 1981 besuchte er die École normale supérieure. Im Jahr 1982 wurde er promoviert. Sein akademischer Lehrer war Bernard Guenée. Moeglin war 1990/1991 Förderstipendiat des Historischen Kollegs. 1992 erfolgte seine Habilitation. Von 1992 bis 2010 lehrte er als Professor für mittelalterliche Geschichte an der Universität Paris XII. Seit 1995 ist Moeglin Directeur d’études an der École pratique des hautes études. Seit 2010 lehrt er als Professor für mittelalterliche Geschichte an der Universität Paris IV. 2012 wurde Moeglin in den wissenschaftlichen Beirat des Deutschen Historischen Instituts in Paris berufen.
Moeglins Forschungsschwerpunkte sind die deutsche Geschichte im Mittelalter, die Geschichte der mittelalterlichen Geschichtsschreibung, die Geschichte politischer Rituale im Mittelalter sowie der Kulturtransfer zwischen Frankreich und Deutschland im Mittelalter. Moeglin ist führender Experte für das deutsch-französische Verhältnis im Mittelalter, den politischen Strukturen der beiden Länder und deren Kulturkontakte. In der 2002 veröffentlichten Untersuchung befasste er sich mit der Erzählung, nach der sich Saint-Pierre und seine fünf Begleiter dem englischen König, Eduard III., nach einjähriger erfolgreicher Belagerung der Stadt im Jahre 1347 als Opfer angeboten haben, damit die Bevölkerung von Calais verschont bliebe. Er geht nicht nur auf die Rezeptionsgeschichte des Mythos ein, sondern deutet die Entstehung der Legende in ihrem historischen Zusammenhang. Für die Untersuchung zu den Bürgern von Calais im Hundertjährigen Krieg wurde er mit dem Grand prix d’histoire du printemps 2003 der Société des gens de lettres ausgezeichnet. Im Jahr 2010 veröffentlichte er eine Darstellung über die Beziehungen des römisch-deutschen Reiches und dem Königreich Frankreich nach der Schlacht bei Bouvines bis 1500. Ihm geht es darum, dass bei der deutsch-französischen Geschichte „alle Aspekte der bestehenden Beziehungen zwischen beiden Ländern während der letzten Jahrhunderte des Mittelalters berücksichtigt“ werden.
Moeglin ist seit 2003 korrespondierendes Mitglied der Zentraldirektion Monumenta Germaniae Historica und Mitglied im Konstanzer Arbeitskreis für mittelalterliche Geschichte. Seit 2013 ist er korrespondierendes Mitglied der Académie des Inscriptions et Belles-Lettres und seit 2015 korrespondierendes Mitglied der Mainzer Akademie der Wissenschaften und der Literatur. Im März 2022 wurde er zum Mitglied der Académie des Inscriptions et Belles-Lettres gewählt.

## Schriften (Auswahl)
- Kaisertum und allerchristlichster König. 1214 bis 1500 (= Deutsch-Französische Geschichte. Bd. 2). Aus dem Französischen übersetzt von Gaby Sonnabend. Wissenschaftliche Buchgesellschaft, Darmstadt 2010, ISBN 978-3-534-14700-7.
- Les bourgeois de Calais. Essai sur un mythe historique. Albin, Paris 2002, ISBN 2-226-13284-8.
- Dynastisches Bewußtsein und Geschichtsschreibung. Zum Selbstverständnis der Wittelsbacher, Habsburger und Hohenzollern im Spätmittelalter (= Schriften des Historischen Kollegs. Vorträge. Bd. 34). Stiftung Historisches Kolleg, München 1993 (Digitalisat).
- Les Ancêtres du prince. Propagande politique et naissance d’une histoire nationale en Bavière au Moyen Âge (1180–1500) (= École Pratique des Hautes Études. IVe Section. Sciences Historiques et Philologiques. 5: Hautes études médievales et modernes. Bd. 54, ISSN 0073-0955). Droz, Genf 1985.